# 北原文雄
北原 文雄（きたはら あやお、1920年1月17日 - ）は、日本の化学者。専門は、コロイド・界面化学とその化学史。

## 略歴
長野県上伊那郡藤沢村（現・伊那市）出身。旧制諏訪中学（現・長野県諏訪清陵高等学校）、第一高等学校理科乙類を経て、1942年東京帝国大学理学部化学科卒業。理学博士。
東京電気（現・東芝）入社。1949年佐賀県小城石炭研究所入所。1952年東邦大学理学部助教授。1959年同大学教授。1961年ペンシルベニア州立大学研究員。1963年東京理科大学工学部工業化学科教授。同大学工学部長を経て、1995年同大学名誉教授。
2020年には『化学者ウィリアムソンと日本人留学生たち』という本を出版した。そのまえがきで千葉県内の老人ホームに入居しており、100歳を超えていると明らかにした。

## 役職
- 日本油化学会編集委員長、理事、副会長
- 日本化学会理事
- 日化誌編集委員長
- コロイド及び界面化学部会部会長
- 色材協会理事、編集委員長

## 著書

### 単著
- 『コロイドの話』培風館 1984年
- 『界面・コロイド化学の基礎』講談社 1994年
- 『界面活性剤の話』東京化学同人 1997年
- 『コロイド化学史』サイエンティスト社 2017年
- 『化学者ウィリアムソンと日本人留学生たち』 東光社 2020年

### 共著
- 『界面電気現象』渡辺昌共編 共立出版 1972年
- 『分散・乳化系の化学』古澤邦夫共著 工学図書 1979年
- 『ゼータ電位-微粒子界面の物理化学』古澤邦夫、尾崎正孝、大島広行共著 サイエンティスト社 1995年